# 782

## Události
Před Konstantinopolí se naposledy objevuje arabská armáda.

#### Probíhající události
- 772–804: Saské války

## Hlavy států
- Papež – Hadrián I. (772–795)
- Byzantská říše – Konstantin VI. (780–797)
- Franská říše – Karel I. Veliký (768–814)
- Anglie
  - Wessex – Cynewulf z Wessexu
  - Essex – Sigeric
  - Mercie – Offa (757–796)
- První bulharská říše – Kardam